# أولاد يوسف (ويزغت)
أولاد يوسف هو دُوَّار يقع بجماعة ويزغت، إقليم بولمان، جهة فاس مكناس في المملكة المغربية. ينتمي الدوّار لمشيخة ويزغت التي تضم 8 دواوير. يقدر عدد سكانه بـ 76 نسمة حسب الإحصاء الرسمي للسكان والسكنى لسنة 2004.

## روابط خارجية
- البوابة الوطنية للجماعات الترابية
- المندوبية السامية للتخطيط